# Damasippus westwoodii
Damasippus westwoodii är en insektsart som beskrevs av Carl Stål 1875. Damasippus westwoodii ingår i släktet Damasippus och familjen Prisopodidae. Inga underarter finns listade i Catalogue of Life.